# 熊谷陸軍飛行学校
座標: 北緯36度9分51.17秒 東経139度18分29.23秒 / 北緯36.1642139度 東経139.3081194度
熊谷陸軍飛行学校（くまがやりくぐんひこうがっこう）は、日本陸軍の軍学校のひとつ。主として飛行機操縦に従事する航空兵科下士官となる生徒、少年飛行兵、あるいは将校、下士官の操縦学生などに対し、飛行機操縦の基本教育を行った。1935年（昭和10年）12月に開設され、1945年（昭和20年）2月に第52航空師団の一部に改編のため閉鎖された。学校本部および本校は埼玉県大里郡（現在の熊谷市西部）に置かれ、ほかに各地に分教場または分教所があった。跡地には現在航空自衛隊の熊谷基地が置かれている。

## 沿革

### 設立までの経緯
飛行機の操縦には高度な技能を必要とするため、陸軍では1933年（昭和8年）8月、教育効果の高い10代の志願者から試験合格者を採用し航空兵科の現役下士官とする少年生徒（のちの陸軍少年飛行兵）の制度が定められ、1934年（昭和9年）2月より所沢陸軍飛行学校において操縦および技術の生徒教育が行われた。

### 熊谷陸軍飛行学校設立

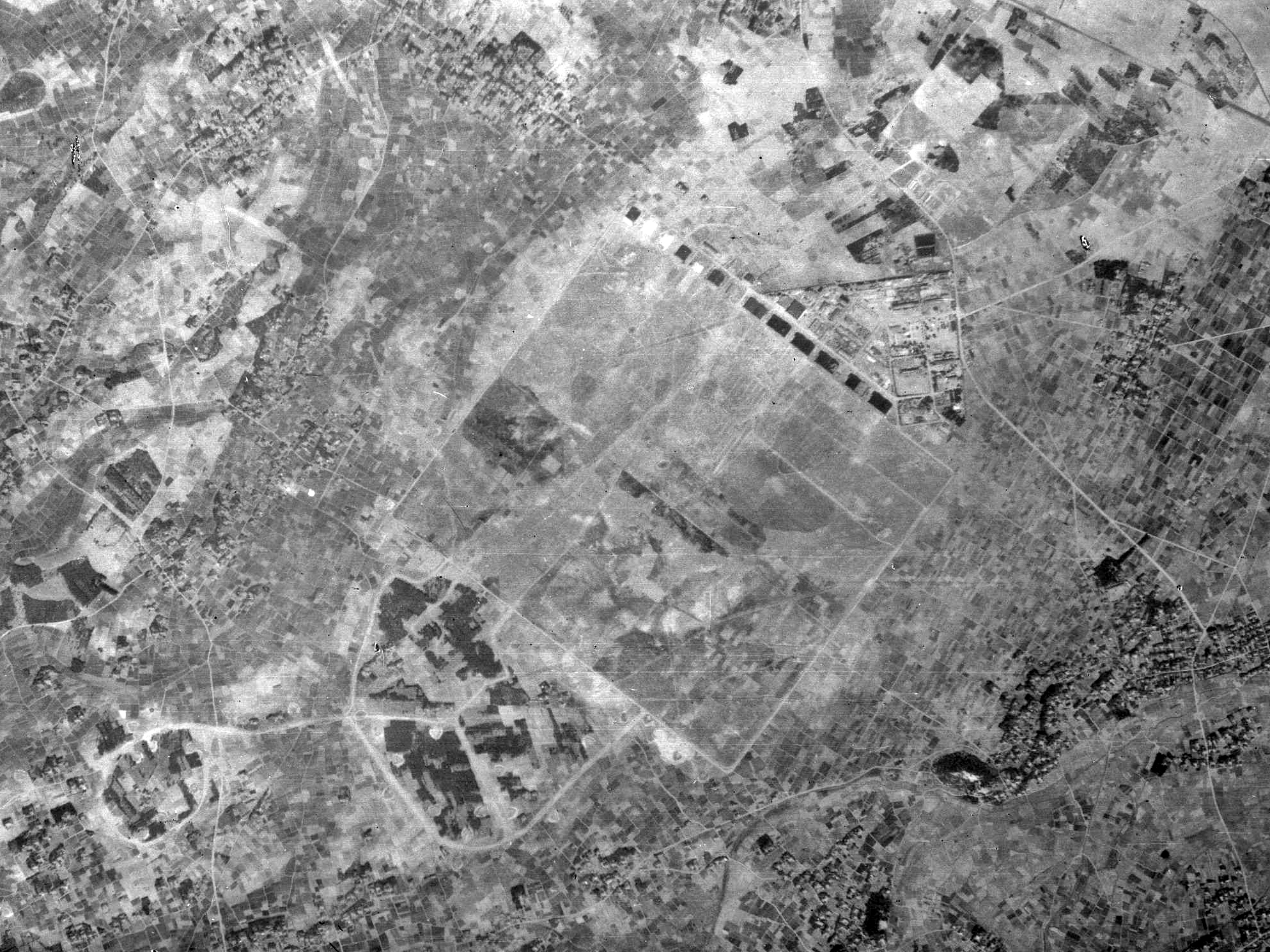
熊谷陸軍飛行学校跡および飛行場跡地の空中写真（1946年）

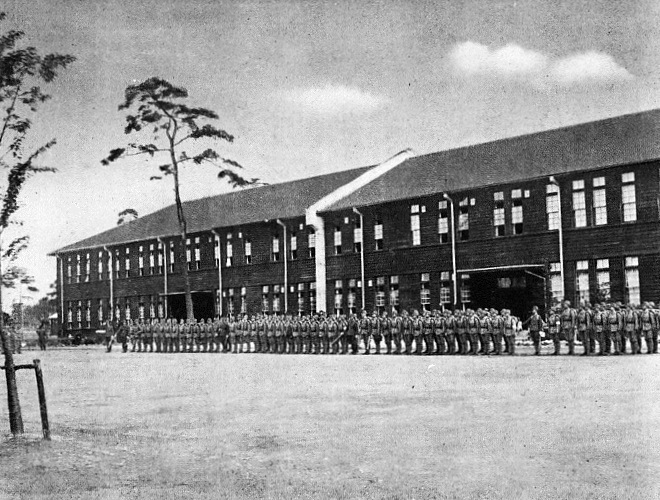
熊谷陸軍飛行学校本部

1935年（昭和10年）7月、上記制度のうち操縦分科の生徒教育のため熊谷陸軍飛行学校令（勅令第224号）が制定され、同年12月1日施行された。これにより開設されたのが熊谷陸軍飛行学校である。
学校令第1条で熊谷陸軍飛行学校は「飛行機操縦ニ従事スル航空兵科現役下士官ト為スベキ生徒ヲ教育スル所」と定められた。学校の編制は陸軍航空本部長に隷属する校長のもと、幹事、本部、生徒隊、および材料廠である。熊谷陸軍飛行学校は埼玉県大里郡三尻村（現在の熊谷市西部）に置かれ、12月4日より事務を開始した。
学校令では一般および陸軍部内から上記制度の召募試験に合格した操縦生徒と、操縦従事の航空兵科幹部候補生および陸軍補充令第83条第1項の下士官候補者として採用された特種生徒が主な教育対象であったが、その他に憲兵を除く兵科下士官以下を召集して「飛行機操縦ニ関スル修学ヲ為サシムルコト」も可能とすることが定められた。

### 担任業務の変更
1937年（昭和12年）9月、所沢陸軍飛行学校が廃止され、それまで同校で行われてきた操縦学生などの教育も本格的に熊谷陸軍飛行学校で行われるようになった。同年12月、熊谷陸軍飛行学校令改正（勅令第600号）により特種生徒に操縦候補生を加え、さらに同校において航空兵科尉官および下士官を特種学生とし、航法または気象に関する航空兵器の調査、研究なども行うことが定められた。学校の編制は校長、幹事、本部、研究部、教育部、および材料廠となった。
1938年（昭和13年）1月、陸軍省告示第5号により一般からの召募試験に合格した操縦生徒は、前年12月に開校した東京陸軍航空学校に入校し基礎教育を行い、同校を卒業したのちに熊谷陸軍飛行学校で操縦教育を行うよう改められた。

### 少年飛行兵制定

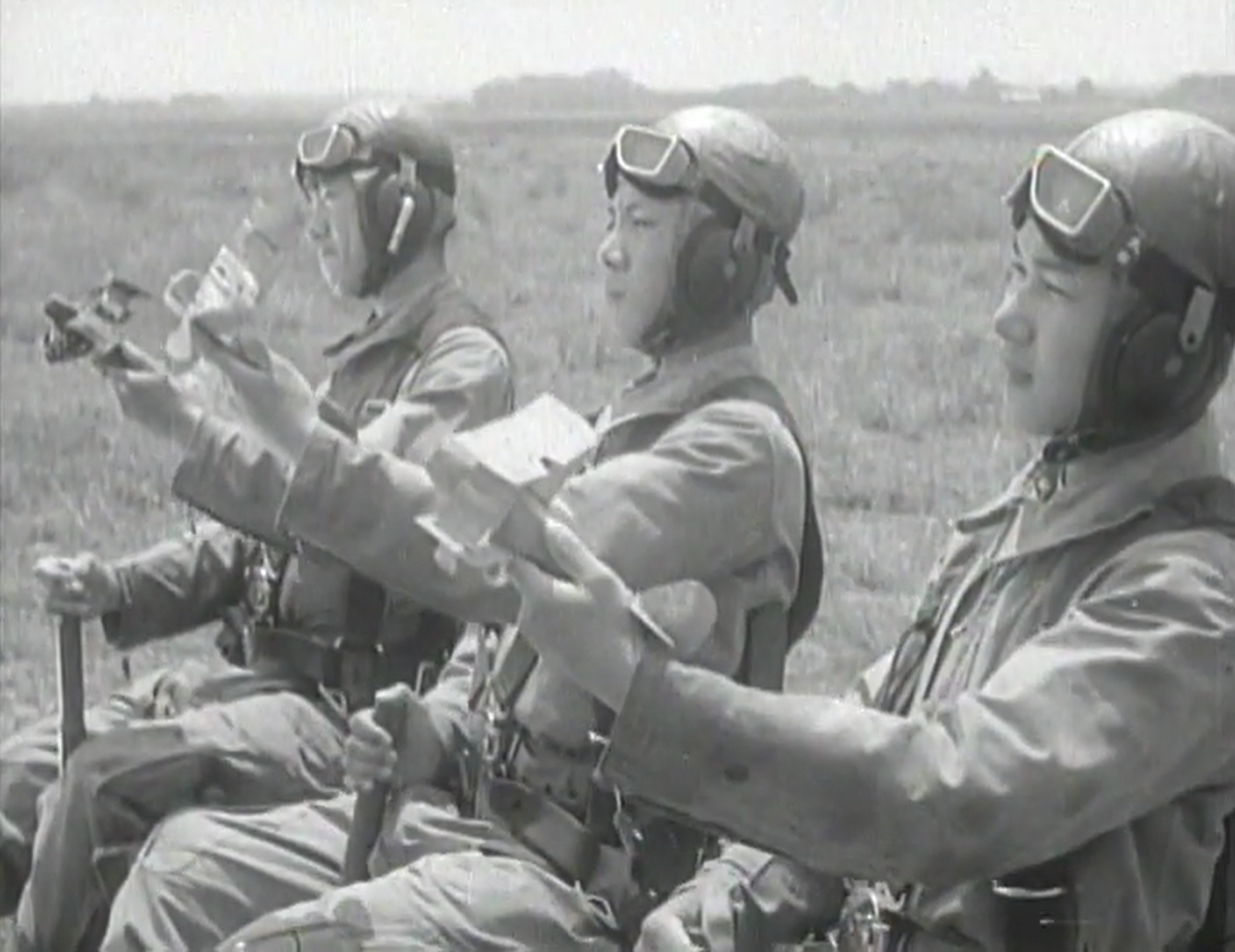
訓練中の少年飛行兵

1940年（昭和15年）4月、陸軍志願兵令（勅令第291号）、陸軍補充令改正（勅令第293号）、熊谷陸軍飛行学校令改正（勅令第296号）などにより、陸軍はそれまでの「航空兵科現役下士官ト為スベキ生徒」の制度を「少年飛行兵」制度として定めた。これにより従来までの熊谷陸軍飛行学校の操縦生徒は、操縦従事の少年飛行兵となる生徒と、同生徒の課程を修了して上等兵の階級を与えられる操縦従事の少年飛行兵に改められた。同年7月、熊谷陸軍飛行学校令改正（勅令第501号）により、それまで行われていた飛行機操縦に従事する幹部候補生、操縦候補生、陸軍補充令第83条第1項の下士官候補者への教育は除外され、新設された岐阜陸軍飛行学校などへ移管された。また前年（昭和14年）7月には、航法特種学生の教育が新設の白城子陸軍飛行学校に移管されている。これらにより熊谷陸軍飛行学校における被教育者は、操縦分科の少年飛行兵となる生徒および少年飛行兵の比率が高まった。他に1940年10月に開設された宇都宮陸軍飛行学校、大刀洗陸軍飛行学校と合わせた3校で、操縦分科少年飛行兵の基本操縦教育を行った。

### 学校の閉鎖・軍隊化
1945年（昭和20年）2月、在内地陸軍航空教育部隊臨時編成（軍令陸甲第27号）により、熊谷陸軍飛行学校は航空教育団、錬成飛行隊、練習飛行隊、航空教育隊などからなる新設の第52航空師団（師団長：山中繁茂中将、司令部：熊谷）の一部に改編されるかたちで閉鎖された。学校の根拠となる熊谷陸軍飛行学校令は、1945年（昭和20年）4月18日施行の「陸軍航空本部令外中三勅令改正等ノ件」（勅令第228号）により廃止された。
熊谷陸軍飛行学校の跡地は1945年8月、太平洋戦争（大東亜戦争）の敗戦により同年9月に進駐したアメリカ陸軍第43師団によって接収され、以後約13年間米陸軍キャンプとして利用された。1958年（昭和33年）、同キャンプは日本政府に返還され、同年8月、航空自衛隊熊谷基地（住所：埼玉県熊谷市拾六間892）が発足し現在にいたっている。

## 年譜
- 1935年（昭和10年）12月1日、埼玉県大里郡三尻村に設置。
- 1938年（昭和13年）12月、 陸軍航空総監部の設立により、航空総監隷下の学校に移行。
- 1938年（昭和13年）10月10日、昭和天皇行幸 [16]。
- 1937年（昭和37年）1月18日 - 学生が操縦する飛行機が藤沢村の上野台地に墜落。住宅1軒を巻き込み、乗員2人、住民2人が重傷[17]。
- 1940年（昭和15年）4月、「操縦生徒」の名称を「少年飛行兵となすべき生徒」および「少年飛行兵」に改める。
- 1945年（昭和20年）2月、航空総軍直轄の第52航空師団に吸収される。
- 1945年（昭和20年）4月18日、熊谷陸軍飛行学校令廃止。

## 分教場

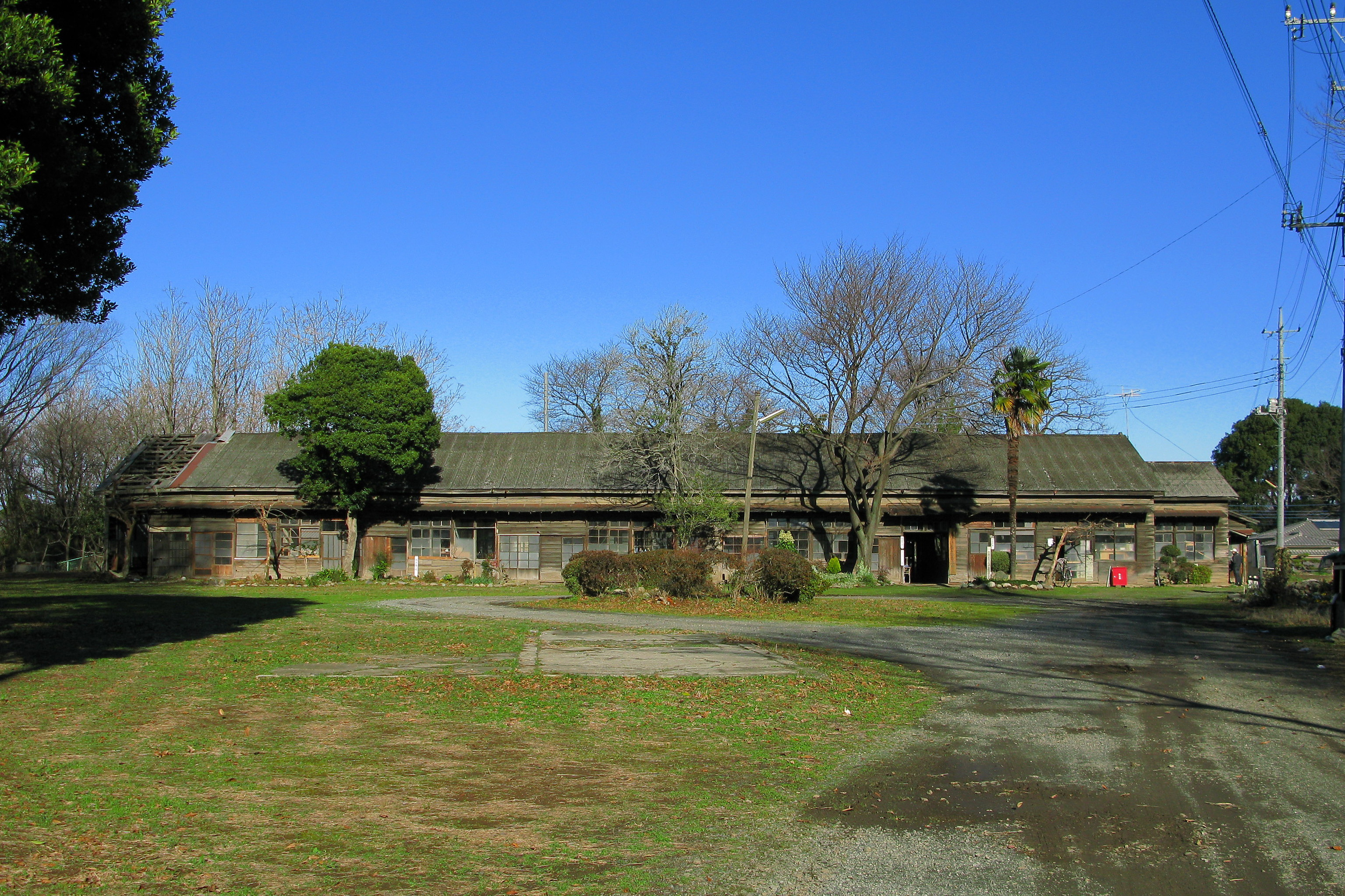
桶川分教場跡（非現存）
現、桶川飛行学校平和祈念館

熊谷陸軍飛行学校は本校の置かれた埼玉県大里郡のほかにも、各地に所在する既存あるいは新設の陸軍飛行場に分教場（のちに分教所と改称）を設置し、教育を行った。分教場または分教所は被教育者の在校数、あるいは他の陸軍飛行学校開設に応じて時宜により様々な陸軍飛行場が指定あるいは指定外となっており、設置が固定されたものではなかった。下記は熊谷陸軍飛行学校の開校から廃止までの間に分教場または分教所として使用されたことが確認できる陸軍飛行場である。
- 岩手陸軍飛行場（岩手県和賀郡藤根村）
- 真室川陸軍飛行場（山形県最上郡真室川村）
- 仙台陸軍飛行場（宮城県仙台市霞ノ目、現在は陸上自衛隊霞目駐屯地）
- 増田陸軍飛行場（名取陸軍飛行場とする陸軍部内文書あり、宮城県名取郡玉浦村。現在は仙台空港）
- 原町陸軍飛行場（原ノ町陸軍飛行場とする陸軍部内文書あり、福島県相馬郡太田村）
- 矢吹陸軍飛行場（福島県西白河郡矢吹町）
- 那須野陸軍飛行場（栃木県那須郡黒磯町）
- 金丸原陸軍飛行場（栃木県那須郡金田村）
- 壬生陸軍飛行場（栃木県下都賀郡南犬飼村）
- 下館陸軍飛行場（茨城県真壁郡黒子村）
- 前橋陸軍飛行場（群馬県群馬郡堤ヶ岡村）
- 新田陸軍飛行場（群馬県新田郡生品村）
- 館林陸軍飛行場（群馬県邑楽郡多々良村。戦後に大西飛行場）
- 児玉陸軍飛行場（埼玉県児玉郡丹荘村）
- 桶川陸軍飛行場（埼玉県北足立郡川田谷村。現在はホンダエアポート）
- 所沢陸軍飛行場（埼玉県入間郡所沢町）
- 相模陸軍飛行場（神奈川県愛甲郡中津村）
- 甲府陸軍飛行場（山梨県中巨摩郡玉幡村）
- 松本陸軍飛行場（長野県東筑摩郡神林村）
- 上田陸軍飛行場（長野県上田市中之条）
- 伊那陸軍飛行場（長野県上伊那郡伊那町）
- 各務ヶ原陸軍飛行場（岐阜県稲葉郡那加町。現在は航空自衛隊岐阜基地）
- 菊池陸軍飛行場（熊本県菊池郡菊池村）
- 高鍋陸軍飛行場（宮崎県児湯郡川南村）
- 新田原陸軍飛行場（宮崎県児湯郡新田村。現在は航空自衛隊新田原基地）
- 群山陸軍飛行場（朝鮮全羅北道）
- 大邱陸軍飛行場（朝鮮慶尚北道）

桶川分教場は市有形文化財に指定され、老朽化に伴い2018年6月から2020年3月にかけて復原整備工事を行ない、同年8月4日「桶川飛行学校平和祈念館」に改修されている。整備には寄付等を募っている。

## 歴代校長
- 儀峨徹二 少将：1935年12月1日 - 1936年8月1日[29]
- 長沢賢二郎 少将：1936年8月1日[30] - 1937年8月2日
- 江橋英次郎 中将：1937年8月2日 - 1938年12月10日
- 岩下新太郎 少将：1938年12月10日 - 1940年12月2日
- 本郷義夫 少将：1940年12月2日 - 1943年6月10日[31]（在職中に中将進級）
- 松岡勝蔵 少将：1943年6月10日[31] - 1943年12月11日[32]（在職中に中将進級）
- 平田勝治 少将：1943年12月11日[32] - 1944年10月5日[33]
- 加藤敏雄 大佐：1944年10月5日[33] - 1945年2月20日[34]　（宇都宮陸軍飛行学校長兼職）